# 鲍里斯·兹洛科维奇
鲍里斯·兹洛科维奇（羅馬化：Boris Zloković，1984年3月16日—），黑山男子水球运动员。他曾代表黑山国家队参加2008年和2012年夏季奥林匹克运动会水球比赛，均获得第四名。